# Megachile centuncularis
Megachile centuncularis (Linnaeus, 1758) è un imenottero apoideo appartenente alla famiglia Megachilidae.

## Descrizione
Gli adulti sono di medie dimensioni (10-13 mm), di colore nerastro, con il corpo rivestito di una peluria grigiastra con sfumature rossastre (abbandonate sul capo, sul torace ed in zona uro-sternale).

## Biologia

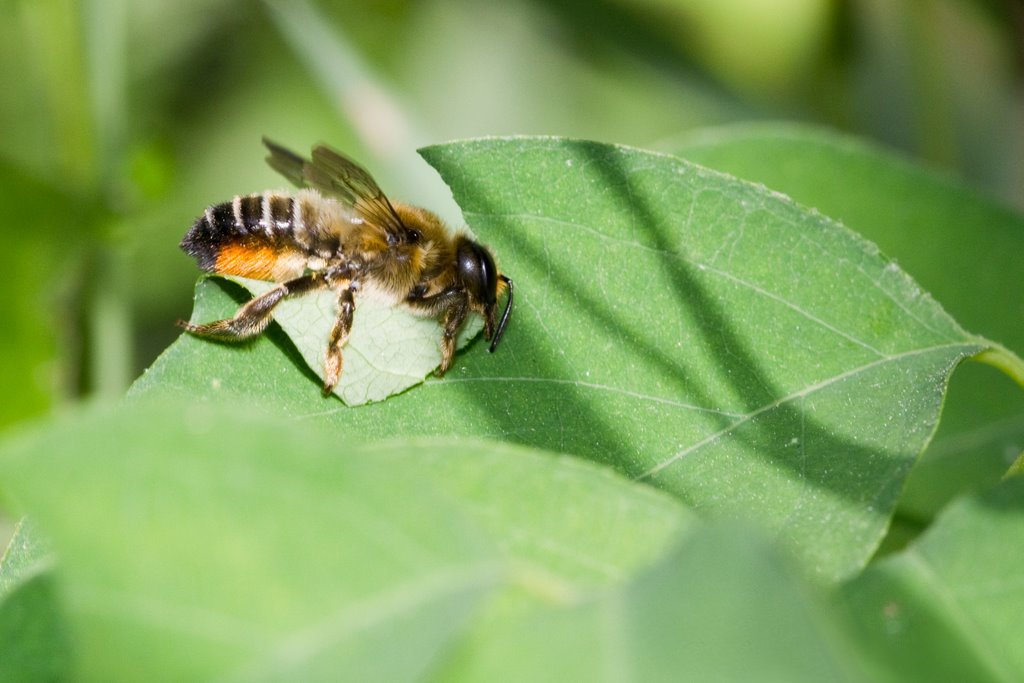

Si tratta di una specie molto comune che danneggia le rose in quanto la femmina "taglia", con le proprie mandibole, in modo caratteristico, regolare e netto i margini fogliari, asportando tipiche porzioni semicircolari di lembo che utilizza per costruire le pareti delle cellette del suo nido.
Le foglie rimangono esteticamente deturpate da questi tagli semicircolari ai bordi.
Le larve, che vengono nutrite con il miele, sono poste in nidi costruiti nelle cavità del terreno o in altri anfratti.
L'insetto e i danni si possono osservare in piena estate, fra giugno ed agosto.
La specie può danneggiare altre piante oltre alle rose. I danni arrecati sono generalmente di scarsa importanza per cui, considerato anche il ruolo ecologico dell'insetto (gli adulti esercitano attività impollinatrice), non vengono generalmente attivati mezzi di controllo diretti per combatterlo.